# Rovčani
Die Rovčani (serbisch-kyrillisch Ровчани), manchmal auch als Rovci bezeichnet, waren ein nach der historischen Region sowie ihrem Siedlungs- und Herrschaftsgebiet Rovca benannter serbischer Volksstamm. Sie gehörten zu den sieben traditionellen Hochlandsstämmen der historischen Region Brda. Diese als Brđani („Die Brđaner“) oder Gorštaci („Die Highlander“) bezeichneten Stämme, die heute vor allem als die Sedam- bzw. Sedmoro brda („Die sieben Hügel“) bekannt sind, trotzten in einem Verteidigungsbündnis stets den Übergriffen fremder Heere, besonders gegen die Osmanen, und konnten keiner Fremdherrschaft wirklich unterworfen werden, wodurch sie einen wesentlichen Teil der serbisch-montenegrinischen Traditionen bewahrten. Dadurch wurden sie bedeutende Figuren in der im heroischen Ton verfassten und durch die Gusle begleitete serbische epischen Heldendichtungen. Bis heute finden jährlich veranstaltete Versammlungen der Nachkommenschaft der Rovčani statt. Dabei kommen zahlreiche Mitglieder aus allen Teilen der Region nach Kolašin, hauptsächlich aus Serbien und Montenegro, um am Treffen teilzunehmen.